# 肖家坊镇
肖家坊镇，是中华人民共和国福建省南平市邵武市下辖的一个乡镇级行政单位。

## 行政区划
肖家坊镇下辖以下地区：
肖家坊村、坊前村、登高村、将石村、孙家村、将上村、新厝村、琢石村、中际村、黄家际村和黄家山村。